# Glypta salsolicola
Glypta salsolicola är en stekelart som beskrevs av Otto Schmiedeknecht 1907. Glypta salsolicola ingår i släktet Glypta och familjen brokparasitsteklar. Arten är reproducerande i Sverige. Inga underarter finns listade i Catalogue of Life.